# Unité urbaine de Clermont-Ferrand
Pour les articles homonymes, voir Unité urbaine de Clermont.
L'unité urbaine de Clermont-Ferrand est une unité urbaine française centrée sur la ville de Clermont-Ferrand, préfecture et plus importante ville du département du Puy-de-Dôme. Elle est située dans la région administrative Auvergne-Rhône-Alpes où elle occupe le 4e rang régional.
Elle fait partie des grandes unités urbaines françaises rassemblant plus de 200 000 habitants.

## Données générales
En 2010, selon l'Insee, l'unité urbaine de Clermont-Ferrand est composée de 17 communes, toutes situées dans le département du Puy-de-Dôme et l'arrondissement de Clermont-Ferrand.

Agglomérations de plus de 100000 habitants en France en 2022.

Dans le nouveau zonage de 2020, elle est toujours composée des mêmes 17 communes.
Avec 273 822 habitants en 2022, elle représente la première agglomération urbaine du département du Puy-de-Dôme, devançant de très loin l'unité urbaine de Riom qui occupe le second rang départemental et elle occupe le quatrième rang régional d'Auvergne-Rhône-Alpes après Lyon, Grenoble et Saint-Étienne. Elle occupe également le 1er rang de l'ancienne région Auvergne, suivie par les unités urbaines de Vichy  et de Montluçon. Au niveau national, elle est au 24e rang.
Sa densité de population s'élève à 1 515 hab/km2, ce qui en fait de loin l'unité urbaine la plus densément peuplée du Puy-de-Dôme.
Par sa superficie, elle ne représente que 2,27 % du territoire départemental mais elle regroupe 41,21 % de la population du département en 2022, ce qui représente une des proportions les plus élevées en France métropolitaine.
L'unité urbaine de Clermont-Ferrand est englobée dans sa totalité dans la métropole Clermont Auvergne Métropole qui regroupe 21 communes.

## Composition 2020 de l'unité urbaine
L'unité urbaine de Clermont-Ferrand est composée des dix-sept communes suivantes :
| Nom                             | Code Insee | Département | Statut       | Superficie (km2) | Population (dernière pop. légale) | Densité (hab./km2) | Modifier                                    |
| ------------------------------- | ---------- | ----------- | ------------ | ---------------- | --------------------------------- | ------------------ | ------------------------------------------- |
| Clermont-Ferrand (ville-centre) | 63113      | Puy-de-Dôme | ville-centre | 42,67            | 147 751 (2022)                    | 3 463              | modifier les données · modifier les données |
| Aubière                         | 63014      | Puy-de-Dôme | banlieue     | 7,68             | 10 273 (2022)                     | 1 338              | modifier les données · modifier les données |
| Aulnat                          | 63019      | Puy-de-Dôme | banlieue     | 4,21             | 4 127 (2022)                      | 980                | modifier les données · modifier les données |
| Beaumont                        | 63032      | Puy-de-Dôme | banlieue     | 4,01             | 10 787 (2022)                     | 2 690              | modifier les données · modifier les données |
| Blanzat                         | 63042      | Puy-de-Dôme | banlieue     | 6,96             | 3 729 (2022)                      | 536                | modifier les données · modifier les données |
| Cébazat                         | 63063      | Puy-de-Dôme | banlieue     | 10,02            | 8 949 (2022)                      | 893                | modifier les données · modifier les données |
| Le Cendre                       | 63069      | Puy-de-Dôme | banlieue     | 4,23             | 5 455 (2022)                      | 1 290              | modifier les données · modifier les données |
| Ceyrat                          | 63070      | Puy-de-Dôme | banlieue     | 9,35             | 6 548 (2022)                      | 700                | modifier les données · modifier les données |
| Chamalières                     | 63075      | Puy-de-Dôme | banlieue     | 3,77             | 17 591 (2022)                     | 4 666              | modifier les données · modifier les données |
| Châteaugay                      | 63099      | Puy-de-Dôme | banlieue     | 9,08             | 3 143 (2022)                      | 346                | modifier les données · modifier les données |
| Cournon-d'Auvergne              | 63124      | Puy-de-Dôme | banlieue     | 18,58            | 20 020 (2022)                     | 1 078              | modifier les données · modifier les données |
| Durtol                          | 63141      | Puy-de-Dôme | banlieue     | 4,01             | 1 964 (2022)                      | 490                | modifier les données · modifier les données |
| Gerzat                          | 63164      | Puy-de-Dôme | banlieue     | 16,28            | 10 268 (2022)                     | 631                | modifier les données · modifier les données |
| Lempdes                         | 63193      | Puy-de-Dôme | banlieue     | 12,30            | 8 646 (2022)                      | 703                | modifier les données · modifier les données |
| Nohanent                        | 63254      | Puy-de-Dôme | banlieue     | 4,20             | 2 246 (2022)                      | 535                | modifier les données · modifier les données |
| Romagnat                        | 63307      | Puy-de-Dôme | banlieue     | 16,84            | 7 905 (2022)                      | 469                | modifier les données · modifier les données |
| Royat                           | 63308      | Puy-de-Dôme | banlieue     | 6,62             | 4 420 (2022)                      | 668                | modifier les données · modifier les données |

## Évolution démographique
L'évolution démographique ci-dessous concerne l'unité urbaine selon le périmètre défini en 2020.
| 1968    | 1975    | 1982    | 1990    | 1999    | 2006    | 2011    | 2016    | 2022    |
| ------- | ------- | ------- | ------- | ------- | ------- | ------- | ------- | ------- |
| 221 765 | 253 244 | 256 189 | 254 416 | 258 541 | 260 657 | 261 926 | 267 680 | 273 822 |

#### Données générales
- Unité urbaine en France
- Aire d'attraction d'une ville
- Liste des unités urbaines de France

#### Données démographiques en rapport avec l'unité urbaine de Clermont-Ferrand
- Aire d'attraction de Clermont-Ferrand
- Arrondissement de Clermont-Ferrand
- Clermont-Ferrand
- Clermont Auvergne Métropole

#### Données démographiques en rapport avec le Puy-de-Dôme
- Démographie du Puy-de-Dôme